# (86) Semele
(86) Semele ist ein Asteroid des äußeren Hauptgürtels, der am 4. Januar 1866 vom deutschen Astronomen Friedrich Tietjen an der Berliner Sternwarte entdeckt wurde. Es war seine einzige Asteroidenentdeckung.
Der Asteroid wurde benannt nach Semele, der Tochter von Kadmos und durch Zeus Mutter des Dionysos.

## Wissenschaftliche Auswertung
Aus Ergebnissen der IRAS Minor Planet Survey (IMPS) wurden 1992 Angaben zu Durchmesser und Albedo für zahlreiche Asteroiden abgeleitet, darunter auch (86) Semele, für die damals Werte von 120,6 km bzw. 0,05 erhalten wurden. Eine Auswertung von Beobachtungen durch das Projekt NEOWISE im nahen Infrarot führte 2011 zu vorläufigen Werten für den Durchmesser und die Albedo im sichtbaren Bereich von 115,4 km bzw. 0,05. Nach neuen Messungen mit NEOWISE wurden die Werte 2014 auf 109,9 km bzw. 0,06 geändert. Nach der Reaktivierung von NEOWISE im Jahr 2013 und Registrierung neuer Daten wurden die Werte 2015 zunächst mit 105,7 km bzw. 0,04 angegeben und dann 2016 korrigiert zu 102,4 km bzw. 0,04, diese Angaben beinhalten aber alle hohe Unsicherheiten.
Photometrische Beobachtungen von (86) Semele fanden erstmals statt vom 3. bis 11. Oktober 1980 am La-Silla-Observatorium in Chile. Aus der aufgezeichneten Lichtkurve wurde eine Rotationsperiode von 16,634 h abgeleitet.
Mit archivierten Daten des Asteroid Terrestrial-impact Last Alert System (ATLAS) aus dem Zeitraum 2015 bis 2018 wurden dann in einer Untersuchung von 2020 mit der Methode der konvexen Inversion ein Gestaltmodell und zwei alternative Lösungen für die Position der Rotationsachse mit einer retrograden Rotation sowie einer Periode von 16,6420 h bestimmt.
Neue photometrische Messungen vom 16. Dezember 2019 bis 27. Januar 2020 am Organ Mesa Observatory in New Mexico erbrachten eine Rotationsperiode von 16,641 h. Die doppelt so lange Periode konnte dagegen ausgeschlossen werden.
Zwischen 2012 und 2018 wurden mit der All-Sky Automated Survey for Supernovae (ASAS-SN) auch photometrische Daten von 20.000 Asteroiden aufgezeichnet. Auf mehr als 5000 davon konnte erfolgreich die Methode der konvexen Inversion angewendet werden, darunter auch (86) Semele, für die in einer Untersuchung von 2021 ein verbessertes dreidimensionales Gestaltmodell für zwei alternative Rotationsachsen mit retrograder Rotation und einer Periode von 16,6420 h berechnet wurde. Aus den Daten von ATLAS konnte in einer Untersuchung von 2022 mit der Methode der konvexen Inversion eine Rotationsperiode von 16,6424 h berechnet werden.

## Semele-Familie
(86) Semele ist namensgebendes und größtes Mitglied einer Asteroidenfamilie mit ähnlichen Bahneigenschaften, wie eine Große Halbachse von 3,06–3,16 AE, eine Exzentrizität von 0,15–0,19 und eine Bahnneigung von 3,0°–3,8°. Taxonomisch handelt es sich um Asteroiden der Spektralklasse C, die mittlere Albedo liegt bei 0,06. Der Semele-Familie wurden im Jahr 2019 etwa 320 Mitglieder zugerechnet.